# Aclerda chusqueae
Aclerda chusqueae är en insektsart som beskrevs av Mcconnell 1954. Aclerda chusqueae ingår i släktet Aclerda och familjen Aclerdidae.
Artens utbredningsområde är Panama. Inga underarter finns listade i Catalogue of Life.